# Frontera entre Indonèsia i Palau
La frontera entre Indonèsia i la república de Palau és frontera marítima disputada, que delimita la Zona Econòmica Exclusiva d'aquests dos països.

## Problemàtiques
La frontera entre els dos països no està clarament definida i cadascun dels dos països pren una posició diferent en aquest tema:
- Indonèsia creu que la seva ZEE s'estén 200 milles nàutiques i prop de les illes paluanes de Hatohobei,  Helen, Puro i Melieli, que només estan connectades a la ZEE de Palau a través d'un passadís estret;
- Palau creu que les línies han de ser equidistants entre les aigües territorials dels seus estats insulars de Sonsoral i Hatohobei (dins de les seves línies de base respectives) i la línia de base d'Indonèsia.

L'illa Helen és un punt clau de la reivindicació paluana que, si anés a desaparèixer, atorgaria gairebé 140,000 km² de ZEE addicional a Indonèsia.